# 季節はずれの海岸物語 砂浜のDESTINY
『季節はずれの海岸物語 砂浜のDESTINY』（きせつはずれのかいがんものがたり すなはまのDESTINY）は、季節はずれの海岸物語シリーズの第3作目である。

## 放送データ
- 放送日：1989年1月3日（お正月スペシャルドラマ）
- 放送時間：23:00〜24:30
- 視聴率：13.2%

## 概要
この回のマドンナの真由美（斉藤慶子）は、徳子の高校の先輩（1つ上）である。
また、この回より、理恵（渡辺美奈代）が登場する。理恵の恋人として、勇次（中山秀征）が登場するが後の作品には登場していない。
徳子（可愛かずみ）と、春文（田代まさし）はすでに結婚していて、共働き世帯との設定である。
特別ゲストとして中森明菜が自身と同名のファーストフード店員役で出演している。

## 出演
- 圭介：片岡鶴太郎
- 春文：田代まさし
- 徳子：可愛かずみ
- サブ：寺門ジモン
- 洋子：小河麻衣子
- 淳子：桐山まゆみ
- 正子：岩渕夢菜
- たけし：黒田勇樹
- 理恵：渡辺美奈代
- 勇次：中山秀征
- 鬼塚勝也（ボクシング選手）
- 真由美：斉藤慶子
- 明菜：中森明菜（特別出演）

※太字が圭介の恋の相手

## 挿入歌
主題歌
- DESTINY／松任谷由実

劇中
- チャコの海岸物語／サザンオールスターズ
- 紙ヒコーキ／荒井由実
- C調言葉に御用心／サザンオールスターズ
- ミス･ブランニュー･デイ（MISS BRAND-NEW DAY）／サザンオールスターズ
- 女のカッパ／サザンオールスターズ
- 何もきかないで／荒井由実
- ボディ･スペシャルⅡ（BODY SPECIAL）／サザンオールスターズ
- Just a Little Bit／サザンオールスターズ
- Bye Bye My Love（U are the one）／サザンオールスターズ
- NEVER FALL IN LOVE AGAIN／サザンオールスターズ
- シンデレラ･エクスプレス／松任谷由実
- Hello My Love／サザンオールスターズ
- 守ってあげたい／松任谷由実
- 私はピアノ／サザンオールスターズ
- MY FOREPLAY MUSIC／サザンオールスターズ
- そんなヒロシに騙されて／サザンオールスターズ
- 栞のテーマ／サザンオールスターズ
- Oh! クラウディア／サザンオールスターズ
- 旅姿六人衆／サザンオールスターズ
- リフレインが叫んでる／松任谷由実
- メロディ（Melody）／サザンオールスターズ
- いとしのエリー／サザンオールスターズ

## スタッフ
企画
- 亀山千広（フジテレビ）
- 新井義春（D3 Company）

脚本
- 遠藤察男（SOLD OUT）

プロデューサー
- 新井義春（D3 Company）

監督
- 多田羅敬二（D3 Company）

製作
- フジテレビ
- D3 Company